# Vườn quốc gia sông Fitzgerald
Vườn quốc gia sông Fitzgerald là một vườn quốc gia ở Tây Úc, Úc. Nó nằm cách 419 kilômét (260 mi) về phía đông nam của Perth.

## Mô tả
Vườn quốc gia bao gồm các dãy núi Barren (Đông, Trung và Tây Barren), dãy Eyre và sông Fitzgerald. Nó là vùng lõi của khu dự trữ sinh quyển Sông Fitzgerald được UNESCO công nhận từ năm 1978. Có 62 chi thực vật có có mặt trong khu vực rộng 329.882 ha (815.160 mẫu Anh) và 48 loài khác hiếm khi được tìm thấy ở những nơi khác.
Vườn quốc gia ghi nhận gần 40.000 lượt khách ghé thăm vào năm 2008, nhận được 20 triệu đôla tài trợ từ kế hoạch kích thích kinh tế của Chính phủ Liên bang và thêm 20 triệu đôla của chính quyền bang. Khoản đầu tư sẽ được sử dụng để tái phát triển và cải thiện 80 km (50 mi) đường trong công viên, xây dựng đường đi bộ từ thị trấn Bremer Bay đến Hopetoun và nâng cấp các cơ sở giải trí hiện có.
Point Ann là một trong hai địa điểm ven biển ở Úc (cùng với vịnh Head of the Bight) mà những con Cá voi trơn phương nam đến sinh sản trong cuộc di cư vào mùa đông.

## Động thực vật
Khu vực này có hơn 1800 loài thực vật với 250 loài trong số này rất hiếm và 62 loài chỉ được tìm thấy trong ranh giới vườn quốc gia. Một số loài đáng chú ý gồm Hakea victoria, Pimelea physodes, Banksia coccinea, Banksia speciosa, Eucalyptus preissiana, Verticordia, Eucalypt.
Ba quần thể loài bạch đàn có mặt trong vườn quốc gia với số lượng khoảng 140 cây. Một loài nguy cấp là Boronia clavata có mặt trong vườn quốc gia bao gồm 5 quần thể có tổng số khoảng 100 cây. Hai loài có nguy cơ tuyệt chủng khác là Ricinocarpos và Grevillea cũng được tìm thấy tại đây.
Vườn quốc gia là nơi sinh sống của 22 loài động vật có vú, 200 loài chim, 41 loài bò sát và 12 loài ếch. Nó được xếp hạng là vùng chim quan trọng. Đáng chú ý trong số này có cu đất châu Úc, vẹt đêm phương Đông. Các loài chim di trú khác có đại bàng bụng trắng, yến hông trắng, nhàn Caspi.
Các loài động vật có vú đáng chú ý gồm chuột Dibbler, chuột túi Tammar, chuột túi Woylie, chuột Bandicoot nâu phương Nam, mèo túi phía Tây, chuột Phascogale tai đỏ.